# Bùng phát virus Zika 2015–2016

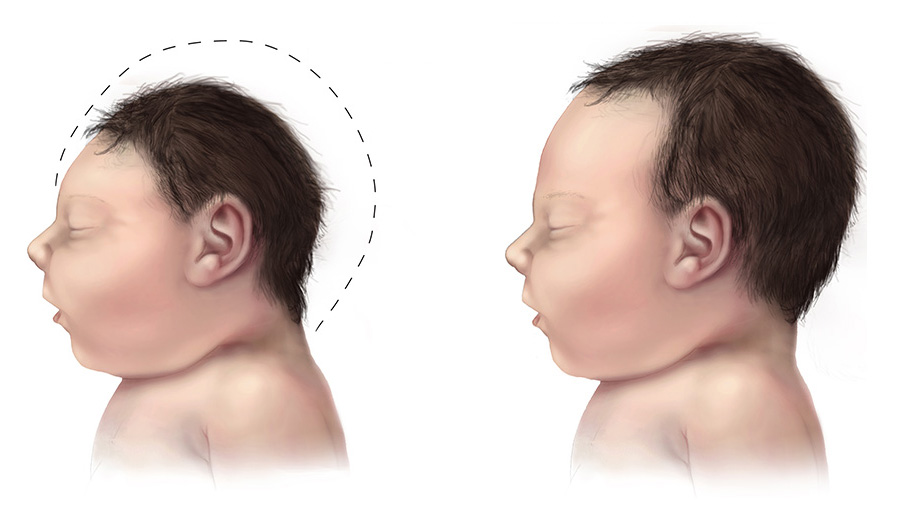
Minh hoạ của một em bé bị tật đầu nhỏ (l.) so với một em bé mà không có đầu nhỏ (der.)

Tính đến đầu năm 2016, dịch bệnh do virus Zika gây ra đã bùng phát trên diện rộng nhất trong lịch sử đang diễn ra ở châu Mỹ. Nó bắt đầu bộc phát vào tháng 4 năm 2015 tại Brasil, và sau đó lan sang các nước khác ở Nam Mỹ, Trung Mỹ và vùng biển Caribbean.
Vào tháng 1 năm 2016, Tổ chức Y tế Thế giới (WHO) cho biết, vi rút có khả năng lây lan trong phần lớn của châu Mỹ vào cuối năm 2016. Sau đó, vào tháng 2 năm 2016, WHO tuyên bố nạn dịch vi rút hiện tại là một tình trạng khẩn cấp nguy cơ đến sức khỏe công cộng toàn cầu. Virus này chủ yếu lây lan qua muỗi Aedes aegypti, thường được tìm thấy trên khắp châu Mỹ nhiệt đới và cận nhiệt đới, và cũng lây lan thông qua muỗi Aedes albopictus,"muỗi hổ châu Á", nay đã trở nên phổ biến đến cả lưu vực Ngũ Đại Hồ của Hoa Kỳ.
Phần lớn các ca nhiễm vi rút Zika là không có triệu chứng, làm cho việc ước tính số người nhiễm vi rút Zika khó khăn. Trong khoảng một phần năm các trường hợp, nhiễm virus Zika gây ra triệu chứng bệnh nhẹ như sốt Zika, gây ra các triệu chứng như sốt và nổi ban. Tuy nhiên, nhiễm virus Zika ở phụ nữ mang thai bị nghi ngờ có liên quan tới tình trạng chứng đầu nhỏ ở trẻ sơ sinh do người mẹ truyền vi rút sang con, và trong vài trường hợp, hội chứng Guillain-Barré.
Một số quốc gia đã ban hành cảnh báo du lịch, và các virus đã được phát hiện trong vài trường hợp ở Hoa Kỳ và  Đan Mạch, cũng như sáu ca ở Bồ Đào Nha.

## Dịch tễ học
Các nhà nghiên cứu Brazil tin rằng virus Zika đến nước họ từ Polynesia trong đợt thi đấu FIFA World Cup 2014. Vào tháng 5 năm 2015, vi rút Zika lần đầu tiên được xác nhận là nguyên nhân gây bùng phát dịch bệnh giống như sốt xuất huyết ở miền bắc và miền đông Brazil. Trong các huyện Camacari và thành phố lân cận Salvador, thủ phủ của bang Bahia, một căn bệnh mà trước đây chưa ảnh hưởng đến bệnh nhân có các triệu chứng giống như cúm tiếp theo phát ban và đau khớp, đã được các nhà nghiên cứu từ Đại học Liên bang Bahia chỉ ra là do virus Zika khi họ sử dụng kỹ thuật phản ứng chuỗi polymerase phiên mã ngược (RT-PCR). Sự lan truyền theo một mô hình tương tự như một đợt bùng phát của virus chikungunya trong cùng một vùng, một bệnh khác trước đó chưa được người dân địa phương biết đến. Người ta phỏng đoán rằng các mô hình khí hậu El Niño một phần chịu trách nhiệm. . Virus đến Colombia vào tháng 10 và các nước khác ở châu Mỹ Latinh bao gồm cả vùng biển Caribbean trong tháng 11 và tháng mười hai. Các ca được xác nhận hiện nay đã được ghi nhận trong phần lớn Nam và Trung Mỹ và vùng Caribê.
Có các ca cũng đã được báo cáo nhập cảnh từ Nam Mỹ vào châu Âu và Hoa Kỳ. Một trường hợp là một người du lịch quay trở lại tháng 3 năm 2015 đến Italia từ Brazil. Một vài ca nhiễm vi rút Zika nhập cảnh đã được báo cáo tại Hoa Kỳ và Úc.
Vào tháng 1/2016, ba trường hợp đã được báo cáo trong Vương quốc Anh và bốn ca ở Canada. Hai trường hợp bao gồm khách du lịch quay trở lại Thụy Sĩ từ Haiti và Colombia, và một trường hợp của một người đàn ông Đan Mạch, người trở về, sau khi thăm Trung và Nam Mỹ.